# جسد کجاست مولر؟
جسد کجاست مولر؟ (به دانمارکی: Hvor er liget Møller?) یک فیلم کمدی دانمارکی به کارگردانی پربن کاس است که در سال ۱۹۷۱ منتشر شد. از بازیگران فیلم می‌توان به دیرک پَـسِر و پربن کاس اشاره کرد.